# Oltacloea mutilata
Oltacloea mutilata là một loài nhện trong họ Gnaphosidae.
Loài này thuộc chi Oltacloea. Oltacloea mutilata được Cândido Firmino de Mello-Leitão miêu tả năm 1940.